# 段佐
段佐（8世纪—810年），唐朝将领。
段佐以勇敢知名。年轻时作为汾阳王郭子仪的牙将，从征边朔，战绩居多。唐德宗贞元末年，担任泾原节度使，练卒保边，被吐蕃所忌惮。官至检校工部尚书、右神策大将军。唐宪宗元和五年（810年）去世。

## 延伸阅读
[在维基数据编辑]
 《舊唐書/卷152》，出自刘昫《舊唐書》